# Conducimetro
Il conducimetro è uno strumento destinato alla misura della conduttività elettrica {\displaystyle \gamma } di un materiale o di una soluzione.
Essa deriva dalla conduttanza, ovvero è l'espressione quantitativa dell'attitudine di un materiale a condurre cariche elettriche, rapportata però a una dimensione nota del materiale in esame. Per inciso, la conduttanza è l'inverso della resistenza.
L'unità di misura della conduttività elettrica {\displaystyle \gamma } è il siemens su metro (S/m).

## Circuito di misura
Il circuito di misura più elementare consiste in una coppia di elettrodi posti a distanza nota sul materiale, sottoposti a una tensione nota: la corrente misurata esprime il valore attraverso la formula
{\displaystyle \gamma =G\cdot {l \over A}}
dove
{\displaystyle G} è la conduttanza
{\displaystyle l} è la lunghezza del campione (in metri)
{\displaystyle A} è l'area descritta dagli elettrodi (in metri quadrati).
In commercio esistono elettrodi standard nei quali il rapporto tra lunghezza e area è geometricamente prestabilito. Questo fattore viene chiamato costante di cella e ha spesso valore pari a 1. A meno di alterazioni dimensionali dovute a usura, esso rimane ragionevolmente costante nel tempo, tuttavia esiste la possibilità di verificarlo ed eventualmente aggiornarlo.
La misura si effettua applicando una tensione nota agli elettrodi e misurando la corrente che fluisce. È ovviamente equivalente anche l'applicazione al circuito di una corrente nota con misura della tensione che ne deriva.
Il rapporto fra corrente e tensione esprime la conduttanza {\displaystyle G}.
Per le applicazioni di precisione sono comuni circuiti a quattro fili: il circuito alimentatore e il circuito di misura vengono collegati a ciascun elettrodo nel punto più prossimo possibile con conduttori separati. Questa tecnica permette di escludere la resistenza parassita dei conduttori.
In casi particolari, tipicamente nella misura di conduttività di soluzioni, occorre evitare che il circuito di alimentazione provochi fenomeni di elettrolisi, e di conseguenza, l'alterazione della soluzione o il danneggiamento degli elettrodi. La tecnica più comune consiste nell'utilizzare come alimentatore un generatore in corrente alternata, da poche centinaia di Hz ad alcuni kHz.